# Ärorika revolutionen
Den ärorika revolutionen (engelska: Glorious Revolution) syftar i Englands historia på störtandet av den katolske kungen Jakob II 1688. Revolutionen leddes av delar av parlamentet i samarbete med den nederländske ståthållaren Vilhelm III av Oranien och dennes gemål Maria II av England, kung Jakobs protestantiska dotter. Jakob II flydde under maktövertagandet till Frankrike.

## Förlopp
Ledande medlemmar av Englands parlament bjöd in Vilhelm att invadera landet genom att skriva ett hemligt brev. Kungen var katolik och utsåg katoliker till ledande samhällsposter. Dessa var inte en del av den politiska och finansiella eliten i England och tjänade inte dess intressen
Nederländernas generalstater och Vilhelm var oroliga för att Jakob skulle stödja Ludvig XIV av Frankrike i pfalziska tronföljdskriget. Detta lede till hot om att Nederländerna skulle invaderas av Frankrike, igen (såsom i fransk-nederländska kriget då Englands stod på Frankrikes sida).
Nederländska affärsmän finansierade till stor del invasionen och flyttade därefter till London. För dem var de ständigt återkommande krigen med Nederländerna ett fatalt finansiellt osäkerhetsmoment. Genom att flytta verksamhetens finansiella centrum till London blev man betydligt bättre fysiskt skyddad. Dessa hade också en mängd kontakter i engelska kolonier som tidigare varit nederländska före tredje engelsk-nederländska kriget (New York 1664), som man på så sätt enklare kunde bedriva handel med. De kunde därför också driva igenom den påföljande finansiella revolutionen i London. Dessa affärsmän tog med sig finansiella funktioner och arbetssätt och på så sätt förenades engelska och nederländska finansiella verksamheter till London.

### Invasionen genomförs
Genom att utnyttja oroligheter i England och genom att hänvisa till att han svarade på inbjudan, landade Vilhelm i Devon med en expeditionsstyrka den 5 november 1688. När Vilhelm avancerade mot London upplöstes James armé och han gick i exil i Frankrike den 23 december. 
I april 1689, medan holländska trupper ockuperade London, utsåg Englands parlament, Vilhelm och Mary till samregerande monarker av England och Irland. En motsvarande Ärorika revolutionen genomfördes i Skottland i juni 1689.

### Parlamentarismen införs
De nya regenterna fick vid trontillträdet skriva under Bill of Rights, som stadfäste den brittiska parlamentarismen, som sedan dess varit förhärskande. År 1707 enades England och Skottland under drottning Anna genom unionsakten till Kungariket Storbritannien.
Den revolution som ägde rum i Sverige efter Karl XII:s död 1718, då hans syster Ulrika Eleonora accepterade kronan mot att hon överskrev det mesta av sin maktställning till Sveriges riksdag, var troligen inspirerad av den ärorika revolutionen och dess efterspel.

### England blir stormakt
Ärorika revolutionen ledde till att Englands ställning som stormakt stärktes kraftigt. Samtidigt kom den att formulera den första stora revolten mot envälde till förmån för konstitutionellt styre och individuella rättigheter, en utveckling som dock börjat redan med Charter of Liberties under 1100-talet. Efter den ärorika revolutionen förbjöds katoliker inneha offentliga ämbeten i England. 1701 antog det engelska parlamentet en successionsordning (Act of Settlement) katoliker som regenter. 

### Finansrevolutionen och starten på industrialismen
Den påföljande Finansrevolutionen i London var en uppsättning ekonomiska och finansiella reformer i Storbritannien efter den ärorika revolutionen 1688. Reformerna baserades delvis på holländska ekonomiska och finansiella innovationer som fördes till England av Vilhelm III. Nya institutioner skapades: en statsskuld (första statsobligationer utfärdades 1693) och Bank of England (1694). Kort därefter började engelska aktiebolag att bli börsnoterade. En central aspekt av den finansiella revolutionen var framväxten av en aktiemarknad.

## Källhänvisningar
1. ↑  ”Amsterdam den 6 Novemb.”. Ordinarie Stockholmiske Posttijdender:  s. 8. 19 november 1688.
2. 1 2  "ärorika revolutionen". NE.se. Läst 25 januari 2015.
3. ↑  Ett utdrag ur ett brev, 30 juni 1688, som skickades till prinsen av Orange där han inbjöd honom att bli kung av England https://www.nationalarchives.gov.uk/education/resources/significant-events/glorious-revolution-1688/
4. ↑  ”The Financial Revolution”. UK Parliament. http://www.parliament.uk/about/living-heritage/evolutionofparliament/parliamentaryauthority/revolution/overview/financialrevolution/. Läst 14 februari 2015.
5. ↑  Casualities of Credit: The English Financial Revolution, 1620-1720 av Carl Wennerlind (30 december, 2011)
6. ↑  Ron Harris. ”Government and the economy, 1688–1850”. http://jenni.uchicago.edu/WJP/papers/Harris_govt_and_econ.pdf. Läst 18 oktober 2015.